# Begonia abbottii
Begonia abbottii es una especie de planta de la familia Begoniaceae. Esta begonia es nativa de Haití. La especie pertenece a la sección de Begonia; fue descrita en 1922 por el botánico alemán Ignaz Urban (1848 - 1931). Su epíteto específico es abbottii, que fue elegido en honor del naturalista y coleccionista estadounidense William Louis Abbott (1860-1936).